# Nomioides squamiger
Nomioides squamiger är en biart som beskrevs av Saunders 1908. Nomioides squamiger ingår i släktet Nomioides och familjen vägbin. Inga underarter finns listade i Catalogue of Life.